# Ma'alot-Tarshiha
Ma'alot-Tarshiha (en hébreu : מַעֲלוֹת-תַּרְשִׁיחָא ; en arabe : معالوت ترشيحا) est une ville du district nord en Israël .
Tersyha ou Torsia était un casal ou chesal relevant du Château du Roi (Castellum Regis) et était acquis en 1220 d'Othon, compte de Henneberg par l'Ordre Teutonique. 
Tarshiha est listée sous le nom de "terrain de Scheïha" (Tîn Cheîha) par Étienne Marc Quatremère dans sa traduction de l'Histoire des Sultans mamelouks de l'Égypte (I, B, 32), d'Ahmad al-Maqrîzî (1837-1845) parmi les fiefs octroyés par Baybars à ses émirs dans le territoire de Césarée. Selon la Revue archéologique, l'orthographe d'Étienne Marc Quatremère doit être corrigée en Teîr Chîha. Les variantes d'orthographe incluent Tersyha, Tersia, Torsia, etc. 
Tarcshiha a figuré dans la campagne de Syrie, ou opération Exporter, qui désigne l'invasion par les Alliés de la Grande Syrie (actuellement Syrie et Liban), alors contrôlée par le gouvernement de Vichy, lors de la Seconde Guerre mondiale entre juin et juillet 1941 après que la région a servi de support à des activités allemandes lors de la guerre anglo-irakienne. Le jour de la libération de Tyr, le 8 juin 1941, l'avance par les Australiens "se fit de terre tôt dans la matinée de dimanche. La principale poussée se fit en direction de Tarshiha dans le Nord. Elle commença à 6 heures et Tyr fut occupée à 16 heures 30.". 
En 1948, Tarshiha a été occupé par la bande de Fawzi al-Qawuqji. De là, il a bombardé la colonie juive de Yechiam.
En 1974, 22 enfants furent massacrés par le FDLP (massacre de Ma'alot). 

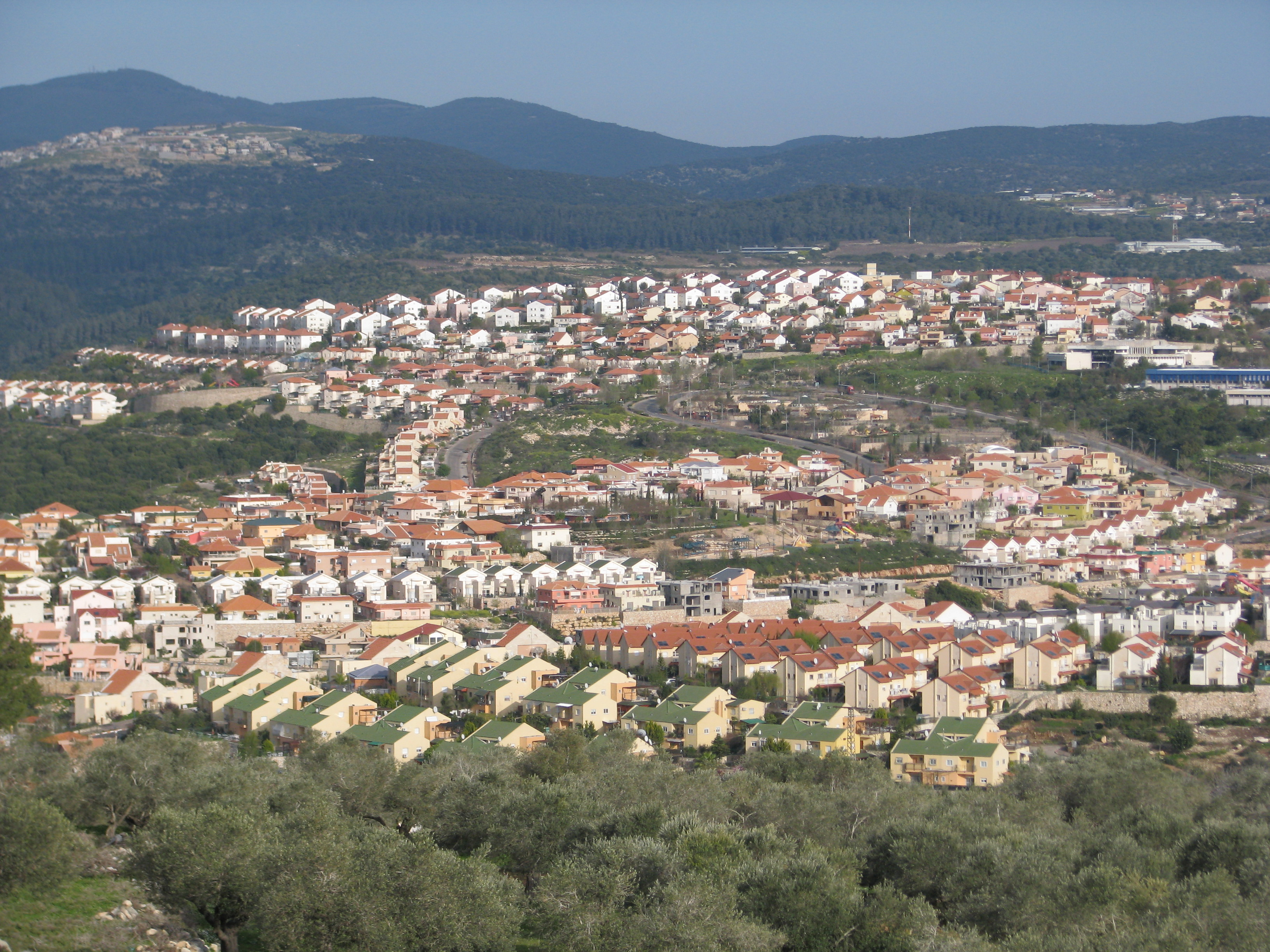
Ma'alot, Villes en Israël